# Kwonkan turrigera
Kwonkan turrigera is een spinnensoort uit de familie Anamidae. 